# Plantage Willem III
Plantage Willem III is een natuurgebied in de Nederlandse provincie Utrecht.
Plantage Willem III is een glooiend gebied bij Elst op de zuidwestflank van de Utrechtse Heuvelrug. De grote open ruimte grenst aan de Remmerdense heide. De vlakte loopt in noordelijke richting op en wordt aan de noordzijde begrensd door dichte bebossing.
In 2008 werd het ecoduct Plantage Willem III onder de N225 aangelegd. Ook de grazende runderen en paarden van de Plantage Willem III kunnen de doorgang gebruiken om de uiterwaarden te bereiken.
Een van de sneeuwsmeltwaterdalen uit de laatste ijstijd werd door de provincie Utrecht aangemerkt als een aardkundig monument om de herkenbaarheid te behouden. Het smeltwaterdal werd door de heide-uitbreiding in 2011 weer zichtbaar gemaakt. Er werd toen veel bos gekapt voor de ontwikkeling van heide die aan moet sluiten op de bestaande Remmerdense heide.
In 2015 werden de prehistorische grafheuvels in het gebied hersteld.

## Tabaksteelt
In 1853 werd op de warme zuidhelling van de Heuvelrug tabaksplantage Plantage Willem III gesticht door de familie Ruys. Het landschap aan de voet van de Heuvelrug werd tot de twintigste eeuw bepaald door de tabaksteelt. Op meerdere plekken op de zuidflank van de Utrechtse Heuvelrug staan nog de karakteristieke schuren waarin de tabaksbladeren gedroogd werden. Begin 1900 werd de tabaksteelt minder rendabel door ziekte als het mozaïekvirus in het gewas en aanvoer van tabak uit het buitenland. Bovendien was de grove Nederlandse tabak vooral geschikt voor pijptabak. Door de toenemende populariteit van de sigaar daalde ook de vraag naar pijptabak. Nadat een aantal jaren fruit was geteeld kwam de plantage in handen van een cultuurmaatschappij en een gewasveredelingsbedrijf. In mei 1995 werd de Plantage Willem III aangekocht door Het Utrechts Landschap.

## Flora en fauna
Het landbouwkundig gebruik maakte dat voedingsstoffen zich in de bodem ophoopten. Door het telen van graan is de bodem vervolgens verarmd. Hierdoor kon de van nature arme bodem met de bijbehorende vegetatie terugkeren. Begrazing met paarden en runderen (koniks en galloways) zorgt voor het ontstaan van een halfopen landschap. Naast graslandflora en akkerkruiden groeien nu op diverse plaatsen berk, grove den en eik. In de gevarieerde begroeiing leven vlinders, krekels, muizen en reeën. Voorkomende vogelsoorten zijn roodborsttapuit, gekraagde roodstaart en boomleeuwerik. De oude tabaksschuur herinnert nog aan de tijd dat hier tabak werd geteeld.

## Fotogalerij

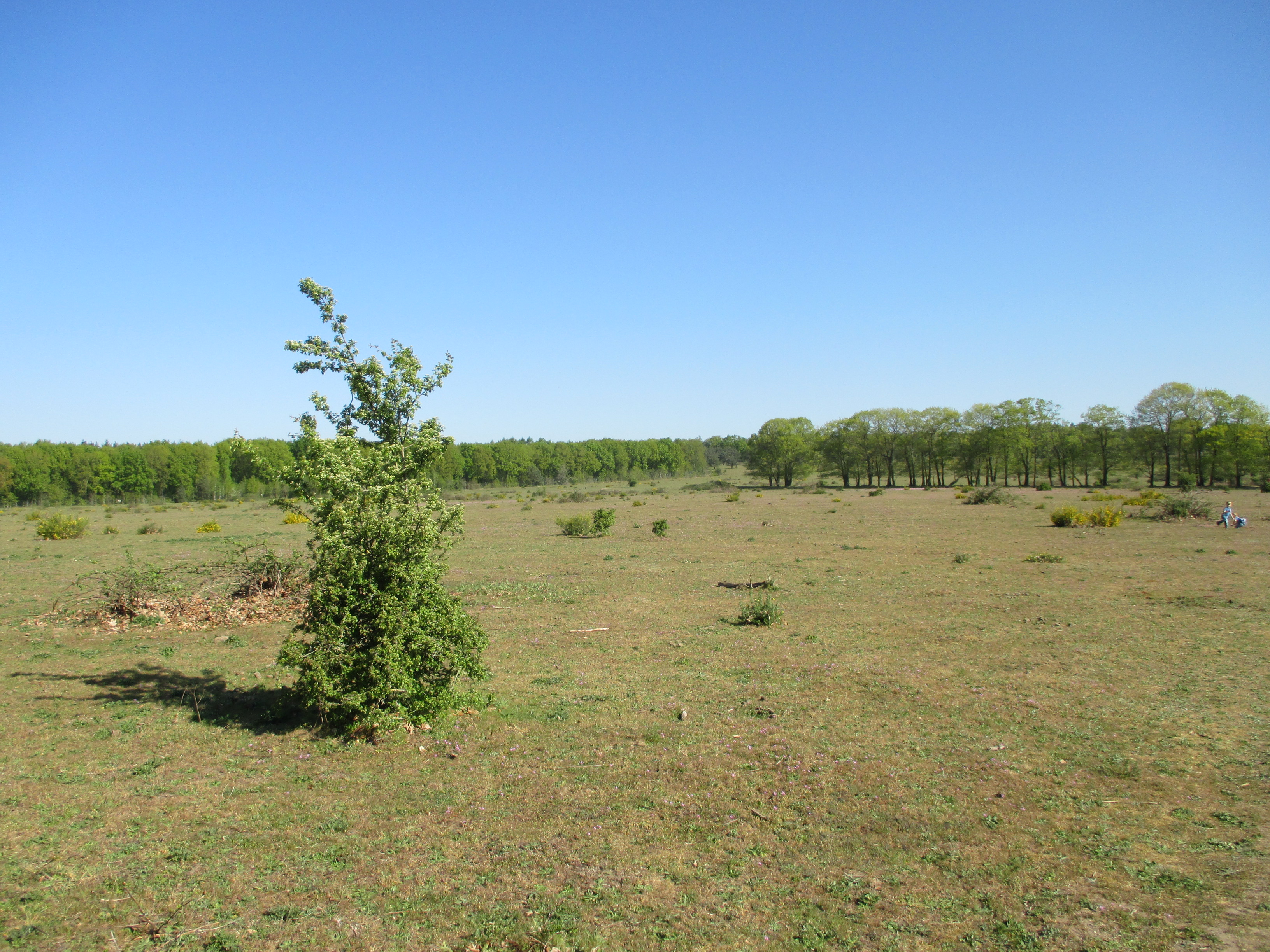
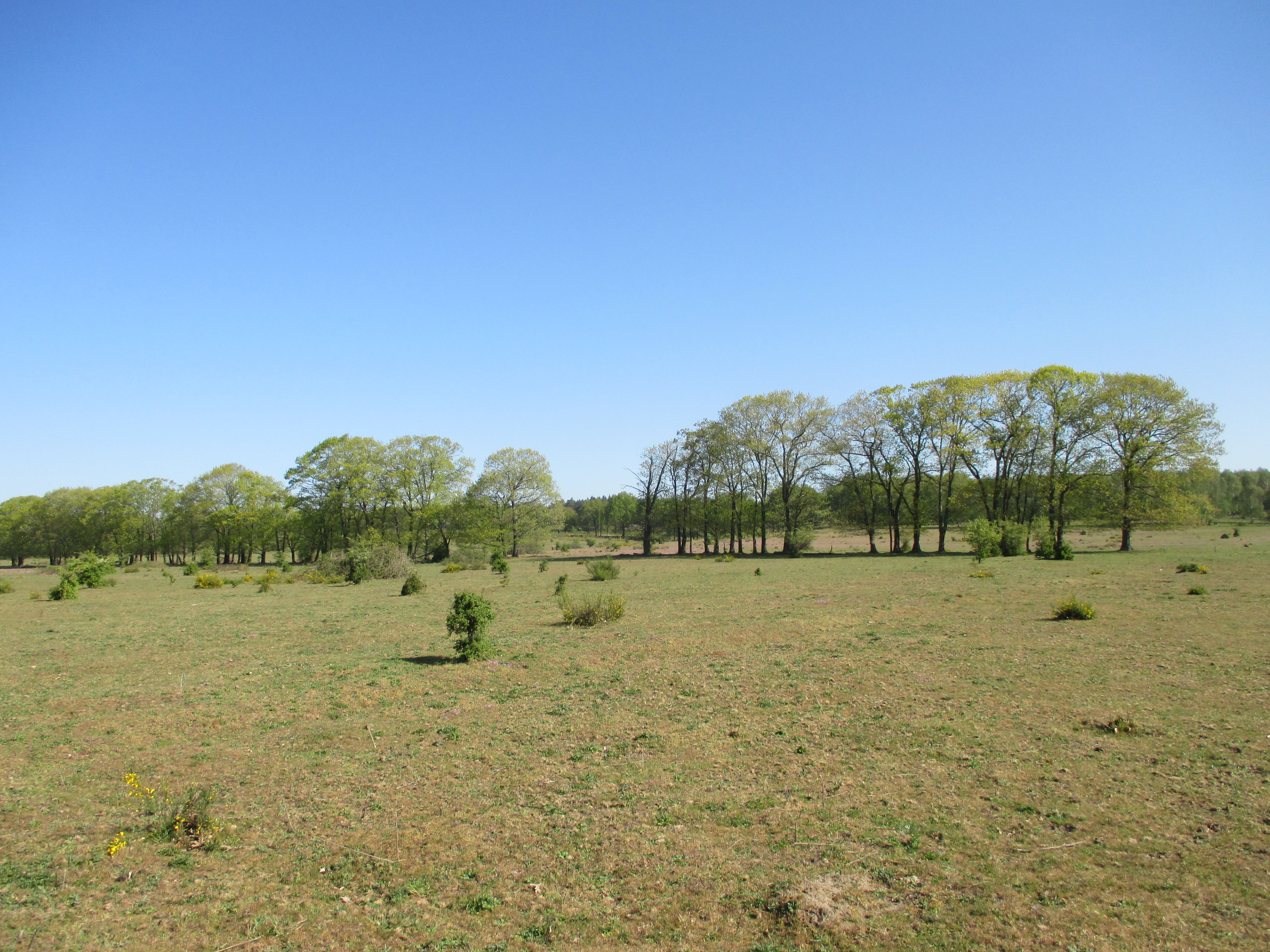
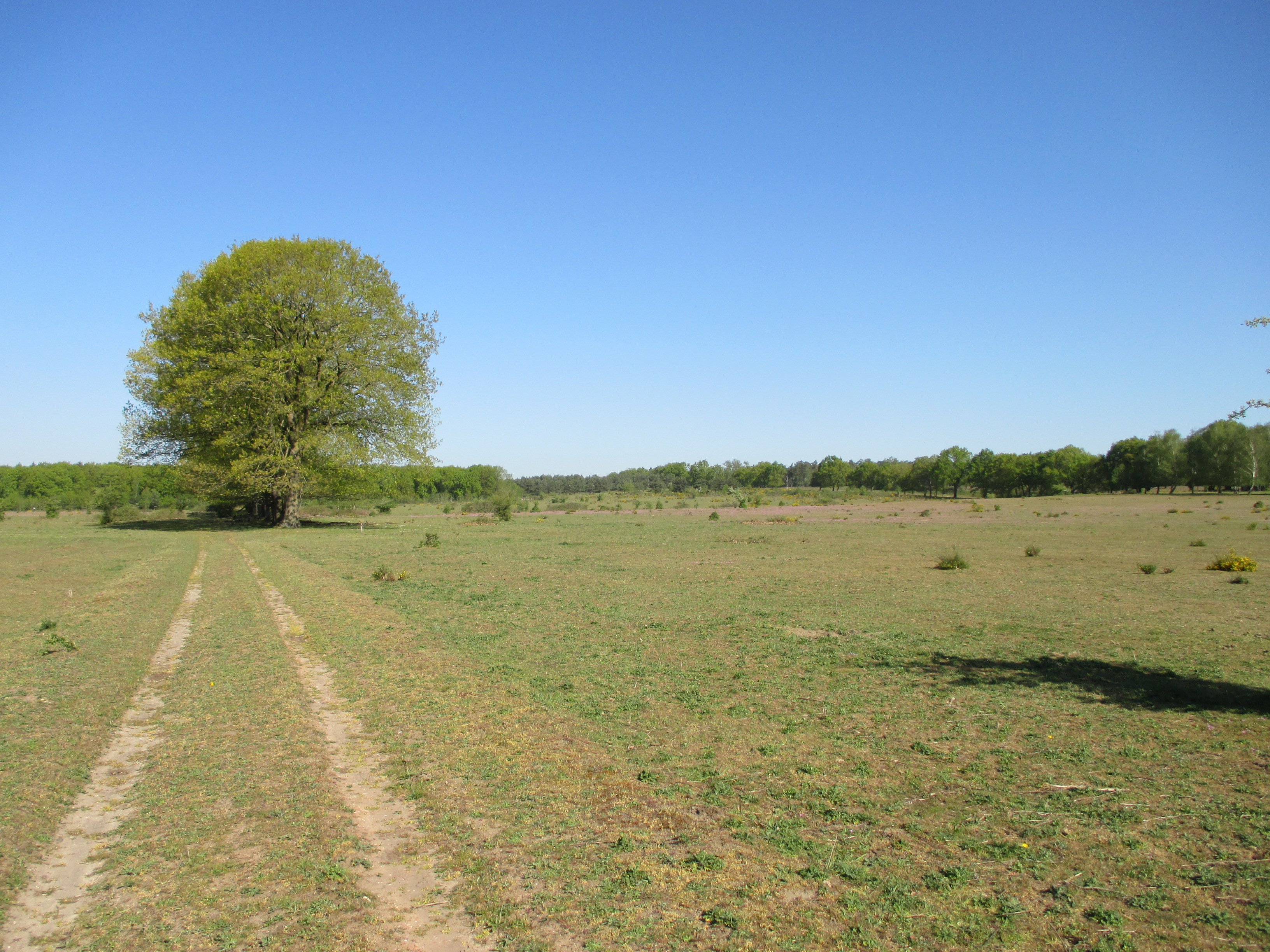
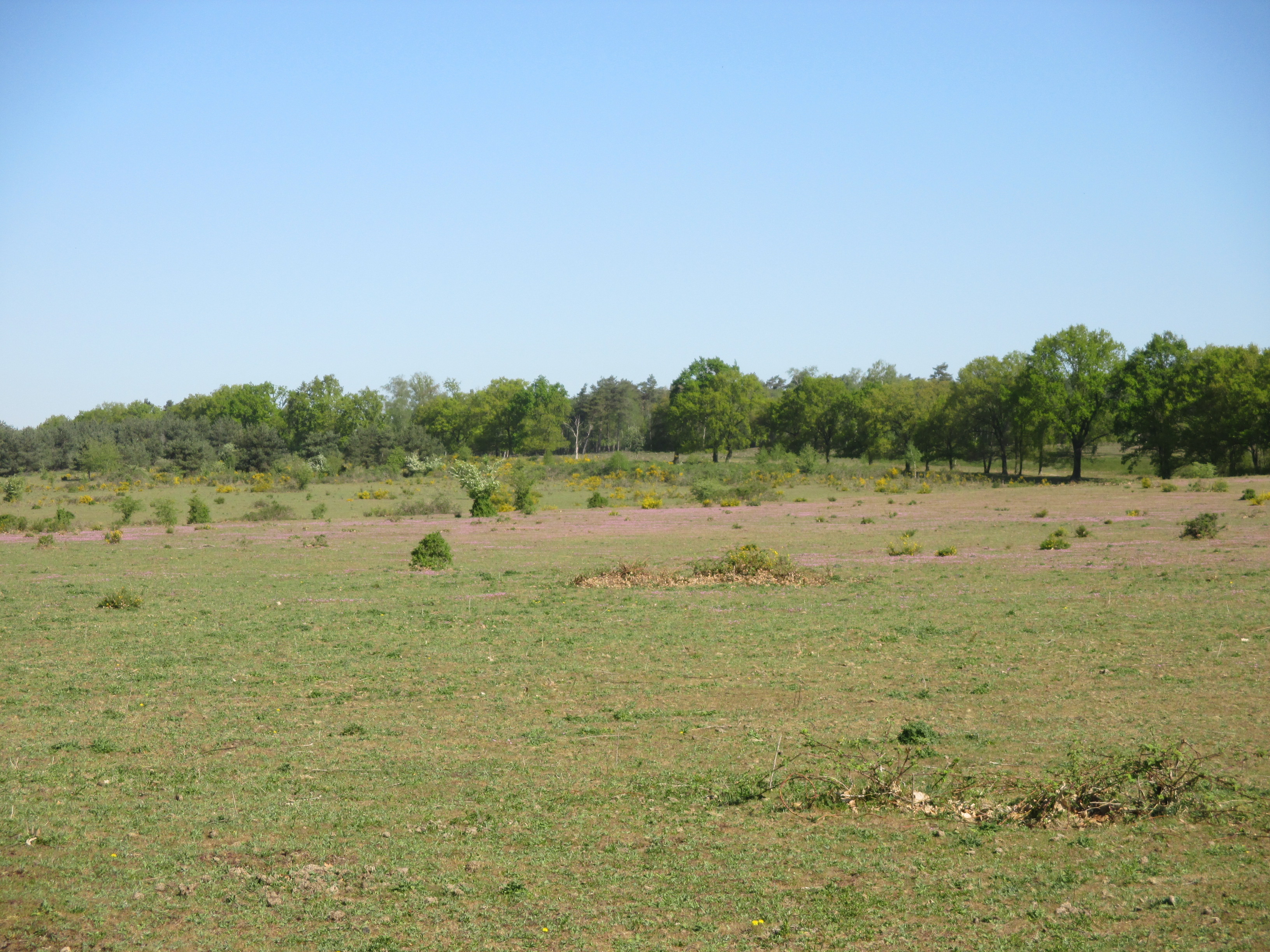
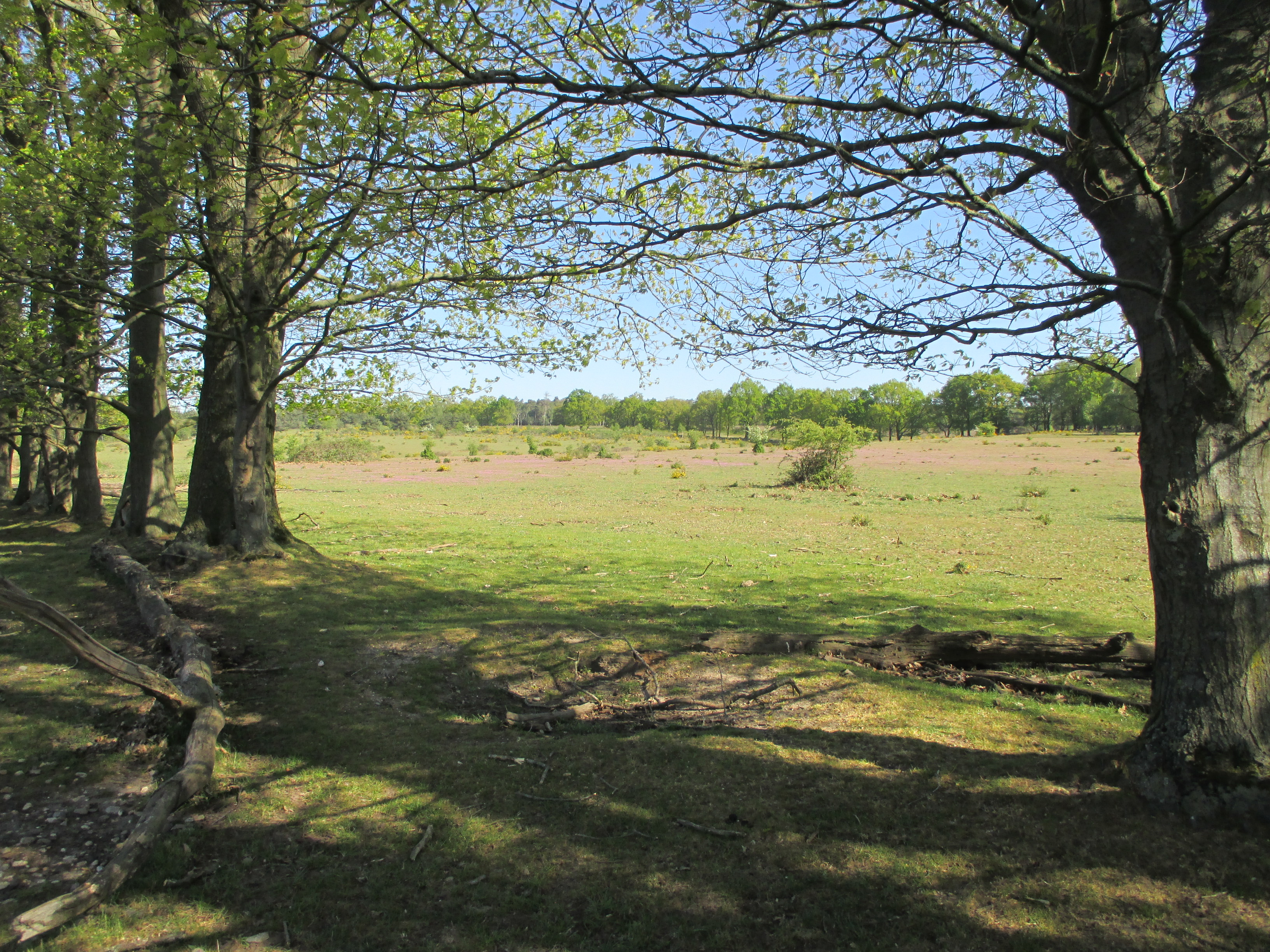